# مقتل ساكيا غان
ساكيا غان (بالإنجليزية: Sakia Gunn)‏ ولدت في 26 مايو 1987 – وتوفيت في 11 مايو 2003 هي أمريكية أفريقية مثلية قُتلت في نيوارك بولاية نيو جيرسي وعمرها لم يتجاوز آنذاك الخامسة عشر سنة فيما يُشتبه في كونها جريمة كراهية. تم في وقت لاحق القبض على المجرم وهو شاب أمريكي من أفريقية هو الآخر ويُدعى ريتشارد ماكولو وقد حُكم عليه بالسجن 20 عاما. وفي عام 2008، صدر فيلم وثائقي عن مقتل الشابة غان بعنوان الأحلام المؤجلة: مشروع فيلم ساكيا غان.

## قتل
في ليلة الحادي عشر من مايو 2003، كانت غان عائدة لمنزلها رفقة صديقاتها في قرية غرينويش في مانهاتن. وبينما هن في انتظار الحافلة رقم 1 في نيو جيرسي لاحظهن رجلين إفريقيين فاقتربا منهن وسرعان ما لاحظا أن الفتيات مثليات.
بدأ الصراع من خلال تبادل التهم والألقاب؛ وقد دافعت الفتيات عن أنفسهن باعتبارهن مثليات فجن جنون الرجلين ثم هاجما مجموعة الفتيات التي هرب البعض منهن إلا أن غان وقعت بين يدي أحد الرجال وكان هو ريتشارد ماكولو الذي أخرج سكينا من جيبه ثم طعنها في الصدر ولاذ بالفرار عبر سيارته الخاصة. عادت إحدى صديقات غان فوجدت صديقتها غارقة في دمائها ثم استقلت سيارة وحملتها لمستشفى الجامعة القريبة من تلك المنطقة لكنها توفيت هناك بعد فترة قليلة من بداية محاولة علاجها.

## الحكم
سلم ماكولو نفسه إلى السلطات بعد عدة أيام من ارتكاب الجريمة، فاعتقلته السلطات احتياطيا حتى التأكد مما إذا كان هو الفاعل فعلا وقد وُجهت له تهمة القتل في 3 مارس عام 2005 فتبث أن ماكولو مذنب وشخص خطير إلا أنه دافع عن نفسه مدعيا أن الفتاة اندفعت نحو السكين بنفسها ولم يقم هو بطعنها. وفي 21 أبريل 2005، حُكم عليه بالسجن لمدة 20 عاما.

## ردود الفعل
قام أستاذ في كلية ولاية نيو جيرسي ويُدعى كيم بيرسون بالاعتماد على قاعدة بيانات ليكسيس نيكسس قصد مقارنة التغطية الإعلامية لمقتل ساكيا غان ومقتل ماثيو شيبارد فوجد أن هذا الأخير كُتب في حقه 659 مقالا مقابل 21 مقالا حول غان في السبع أشهر الأولى من وفاتها. أكد بيرسون على ضرورة معاقبة المهاجميْن من خلال إدانتهما ومحاكمتهما، إلا أن الأمر استغرق كثيرا حتى تحقق ما كان يدعو له.
أثار موت غان غضب المدينة بأكملها وغضب مجتمع المثليين والمثليات. فاحتشد مكتب رئيس البلدية رفقة مجموعة من الطلبة وصديقات الهالكة وغيرها من أفراد المجتمع المدني ثم قاموا بمظاهرات سلمية تنديدا بما يحصل من اعتداء صريخ وصارخ على حقوق المثليين والمثليات كما طالبوا مراكز الشرطة بإطلاق دوريات لمراقبة الشوارع بما في ذلك الصغيرة وعلى مدار 24 ساعة للتأكد من كل الخروقات التي تحصل، كما أسسوا مجلس المثليين الاستشاري بقيادة رئيس البلدية وحمَّلوا إدارة المدرسة مسؤولية عدم الاهتمام وسوء معاملة الطلاب في الجانب الغربي من المدينة الثانوية (التي كانت غان تحضرها).

## وصلات خارجية
- لم تكن تستحق الموت من قبل كيث بويكين
- تذكار ساكيا غان من قبل كيث بويكين
- قاتل ساكيا غان
- فيلم ساكيا غان
- قصيدة "آخر رجل أسود" من قبل ميلر إهداء لغان